# Nynaeve Almaeren
Nynaeve Almaeren is een hoofdpersonage uit de fantasy-boekencyclus Het Rad des Tijds, geschreven door Robert Jordan. Ze is de jonge Wijsheid uit het vredige dorpje Emondsveld die de ‘Ene Kracht’ kan geleiden, maar groot wantrouwen heeft ten opzichte van de Aes Sedai. Ze voelt zich verbonden met het lot van haar dorpsgenoot Rhand Altor, de Herrezen Draak, die geacht wordt de Duistere zelf te bevechten tijdens Tarmon Gai’don, de laatste slag.
Nynaeve Almaeren werd geboren in 973 NE. Haar vader, een boer uit Emondsveld te Tweewater, behandelde haar meer als een jongen, en leerde haar jagen en vissen. Nadat ze op haar 14de haar ouders verliest wordt ze opgevangen door Vrouw Barran. Vanaf die tijd helpt ze haar dorpsgenoten uit Emondsveld, die gewond of ziek zijn. Ze blijkt hier grote kwaliteiten in te hebben, en geneest de 8-jarige ernstig zieke Egwene Alveren zonder het zelf te weten met de Ene Kracht. Ondanks haar jonge leeftijd wordt ze toch de Wijsheid van Emondsveld. De vriendschapsband tussen haar en Egwene Alveren resulteert erin dat de laatste haar gaat helpen. Nynaeve is een kleine slanke vrouw met diepe bruine ogen en lang donkerbruin haar dat ze steeds in een staart bindt. Ze is zeer koppig en laat zich erg moeilijk overtuigen. Meerdere dorpelingen hebben moeite met haar, en vinden dat ze te jong is om Wijsheid te zijn.

## Samenvatting van Nynaeves avonturen
Het Oog van de Wereld: Na de Trollok-aanval op Emondsveld en het vertrek van vier jonge dorpelingen (Rhand Altor, Perijn Aybara, Mart Cauton en Egwene) met Moiraine Damodred en haar zwaardhand, besluit Nynaeve de Emondsvelders achterna te gaan om hen terug te halen. In Baerlon treft ze het gezelschap en heeft ze een heftige confrontatie met Moiraine. Ze vertrouwt de Aes Sedai vrouwe allerminst, maar volgt Moraines gezelschap om haar dorpsgenoten tegen de Aes Sedai te beschermen. Nadat de groep in de spookstad Shadar Logoth uiteenvalt treft Nynaeve Moraine en Lan, en reist ze met hen in de richting van Caemlin, waar ze de andere reisgenoten weer treffen, en verder reizen naar het Oog van de Wereld. Tijdens de reis vertelt Moraine haar dat ze de Ene Kracht kan geleiden, en wordt ze verliefd op Lan Mandragoran, de Zwaardhand van Moraine. Hij vertelt haar echter dat hij niemand aan zich wil binden.
De Grote Jacht: De gebeurtenissen rond het Oog van de Wereld en de onthulling van Rhands nieuwe identiteit hebben grote invloed op Nynaeve. In de stad Fal Dara besluit ze met Egwene en het gezelschap van de Amyrlin Zetel mee naar Tar Valon te reizen om zelf Aes Sedai te worden. In de Witte Toren wordt ze een Aanvaarde, en hoort ze van Liandrin Sedai dat Rhand in gevaar is. Tezamen met Egwene, Min en Elayne Trakand volgt ze de Aes Sedai vrouwe via de Saidinwegen naar de Kop van Toman. Daar blijkt dat Liandrin hen in een val gelokt heeft, en worden Egwene en Min gevangen door de Seanchanen, een vreemd volk dat de Kop van Toman veroverd heeft. Met hulp van Min (die min of meer vrijgelaten is) en Elayne redt Egwene uit haar gevangenschap.
De Herrezen Draak: Na de gebeurtenissen in Falme reist Nynaeve samen met Egwene, Elayne, Mart, de Snuiver Hurin en Verin Sedai terug naar Tar Valon. Daar krijgt ze eerst straf voor haar ongehoorzaamheid, en wordt vervolgens door de Amyrlin Zetel verzocht om de Zwarte Ajeh op te sporen. De Toren is inmiddels geconfronteerd met de Zwarte Ajeh; Leandrin Sedai en twaalf Zwarte zusters hebben de Toren verlaten nadat ze enkele ter’angrealen gestolen hebben. Nadat Egwene ontdekt dat deze zusters naar Tyr zijn gegaan, reizen Nyneave, Egwene en Elayne naar deze stad in het zuiden. Daar schakelen ze de hulp in van de dievenvanger Juilin Sandar, die echter gedwongen wordt om hen te verraden aan de Zwarte Ajeh, waarna hij hen met hulp van Mart weer te hulp schiet en bevrijd.
De Komst van de Schaduw: De zusters van de Zwarte Ajeh blijken vervolgens naar Tanchico gevlucht te zijn en Nynaeve reist samen met Elayne, Thom Merrilin en Juilin Sandar naar deze gevaarlijke stad. Daar komt ze erachter dat zowel de zusters als de Verzaker Moghedien trachten een mannelijke A’dam te bemachtigen, om de Herrezen Draak (ofwel Rhand) mee te ketenen. In de Tel’aran’rhiod ontdekt ze dat zowel de A’dam als de Zwarte zusters in het paleis van de Panarch zijn. Bovendien wordt ze door de heldin Birgitte gewaarschuwd voor Moghedien. Elayne en de Seanchaanse Egaenin bevrijden de gevangen Penarch, terwijl Nynaeve de A’dam weet te bemachtigen en met Moghedien strijd. Nynaeve weet Moghedien bijna te verslaan, maar de Verzaker ontglipt haar.
Vuur uit de Hemel: Na de gebeurtenissen in Tanchico reizen Nynaeve en haar gezelschap anoniem in oostelijke richting. In een klein dorpje in Amadicia worden ze gevangengenomen door een helpster van de Witte Toren, en vervolgens gered door Thom en Juilin. Nadat ze zich aansluiten bij het reizende Circus van Valan Luca ontdekt Nynaeve in de Tel'aran'rhiod dat Elaida de nieuwe Amyrlin Zetel is, en dat de Aes Sedai rebellen zich in Salidar verzamelen. Tijdens een hierop volgende confrontatie met Moghedien redt Birgitte haar leven, waarna de Verzaker de Heldin uit de Droomwereld weet te gooien. Uiteindelijk weet Nynaeve Moghedien te vangen en ketent haar met een A’dam